# Lebia arizonica
Lebia arizonica är en skalbaggsart som beskrevs av Schaeffer. Lebia arizonica ingår i släktet Lebia och familjen jordlöpare. Inga underarter finns listade i Catalogue of Life.